# 구연영
구인영(具然英, 1864년 ~ 1907년 7월)은 한국의 의병이자, 독립 운동가이다.
단발령 시행 이후 의병 활동을 일으겼고, 독립협회 결성 이후에는 협회 회원으로 활동하며 계몽 및 종교 활동에 힘 썼다.
이후 1905년, 을사늑약이 체결되자 일진회를 규탄하는 활동을 벌이다가 1907년, 일제에게 붙잡혀 1907년 7월에 총살 당했다.

## 참고 자료
“구인영”. 한국민족문화대백과.
『독립운동사자료집』 독립운동사편찬위원회, 1971
『독립운동사』 독립운동사편찬위원회, 1970
『한국독립운동사』문일민, 애국동지원호회, 1956